# Akihisa Ikeda
Akihisa Ikeda (池田晃久?, Ikeda Akihisa; Nichinan, 25 ottobre 1976) è un fumettista giapponese, principalmente noto per aver disegnato il manga Rosario + Vampire dal 2004 al 2007, dal quale è stato tratto un anime nel 2008.
Dal 2008 fino al 2014, Akihida Ikeda ha disegnato la seconda serie del manga Rosario + Vampire II. È stato ospite d'onore a Lucca Comics & Games 2012.

## Opere
- Kiruto (2002)
- Rosario + Vampire (2004–07)
- Rosario + Vampire Season II (2008–14)
- Ghost Girl (2020-in corso)[1]